# Gombergean
Gombergean é uma comuna francesa na região administrativa do Centro, no departamento Loir-et-Cher. Estende-se por uma área de 12,17 km². Em 2010 a comuna tinha 185 habitantes (densidade: 15,2 hab./km²).